# Inter Bom-Bom
Fußballclub Inter Bom-Bom ist ein Fußballverein aus São Tomé und Príncipe. Er spielt aktuell im Campeonato Santomense, der höchsten nationalen Spielklasse. Der Verein hat seinen Sitz in der Ortschaft Bom-Bom im Bezirk Mé-Zóchi auf der Insel São Tomé.

## Geschichte
Der Verein wurde am 18. Juni 1972 von Jugendlichen in Bom-Bom gegründet, das früher zur Pfarrei Nossa Senhora de Fátima gehörte. Die ersten Spieler waren zwischen 12 und 16 Jahre alt.
Nach der Unabhängigkeit im Jahr 1976 wurde der Verein offiziell registriert und spielte seine ersten Spiele in der Zweiten Division. Seitdem entwickelte sich der Verein zu einem stärkeren Klub.
Der Klub gewann drei nationale Meisterschaften. 1995 wurde Inter Bom-Bom der achte Verein des Landes mit einem Titelgewinn und der erste aus dem Bezirk Mé-Zóchi. Weitere Meisterschaften folgten 2000 und 2003. Im Jahr 2001 nahm der Klub als zweiter Verein aus São Tomé und Príncipe am afrikanischen Vereinswettbewerb teil, verlor jedoch gegen CD Elá Nguema aus Äquatorialguinea.
Inter Bom-Bom spielte bis zur Saison 2009 in der ersten Liga, stieg dann jedoch ab. Nach dem Wiederaufstieg 2012 stieg der Verein erneut ab. 2015 folgte der erneute Aufstieg in die oberste Spielklasse. 2017 belegte der Verein Platz 9 und sicherte den Klassenerhalt. Ein Jahr später stiegen sie aber abgeschlagen als Letzter mit nur 13 Punkten aus 22 Spielen ab. Es folgte ein schwacher 6. Platz in der 2. Liga. In der folgenden Saison 2021/22 (2020 gab es keine) folgte dann die Wiedergutmachung. Inter Bom-Bom stieg hinter dem FC Neves als Tabellenzweiter auf, wenn auch nur punktgleich mit UDESCAI. 2023 folgte dann die nächste kleine Überraschung. Inter Bom-Bom wurde nämlich auf Anhieb Dritter. In der nächsten Saison zeigten sie, dass mit ihnen beim Thema Meister zu rechnen ist, denn sie konnten sich nochmals verbessern. Am Ende landete Inter Bom-Bom auf einem starken 2. Platz in der Vorrunde, verpasste aber dennoch knapp das Finale. Nur der spätere Meister Agro-Sport Monte Café war um 3 Punkte besser. In der aktuellen Saison sieht es bisher dagegen weniger gut aus. Inter Bom-Bom steht auf dem 7. Platz nach 12 Spielen und steht nur 4 Punkte über dem Strich. Zu Tabellenführer SC Praia Cruz sind es jetzt schon 13 Punkte Abstand. 

## Erfolge
- Fußballmeisterschaft von São Tomé und Príncipe: 3

1995, 2000, 2003
- Supertaça de São Tomé e Príncipe (Supercup): 1

1996

## Statistik in den CAF-Wettbewerben
| Wettbewerb                | Runde    | Gegner        | Hinspiel | Rückspiel |
| ------------------------- | -------- | ------------- | -------- | --------- |
| CAF Champions League 2001 | 1. Runde | CD Elá Nguema | 0:2      | 0:1       |